# Muscolo bicipite femorale
Il muscolo bicipite femorale è un muscolo posteriore e laterale della coscia che, con la porzione del capo lungo insieme ai muscoli semimembranoso e semitendinoso forma il gruppo dei muscoli ischiocrurali. Il suo nome deriva dal fatto che è composto da due capi o ventri, il capo lungo e il capo breve. Assieme ai muscoli semimembranoso, semitendinoso e gastrocnemio delimita i margini della cavità poplitea.

## Anatomia
Il capo lungo origina dalla tuberosità ischiatica, con un tendine comune al muscolo semitendinoso.
Il capo breve origina dal terzo medio del labbro laterale della linea aspra del femore.
I due capi convergono in un unico tendine che si inserisce sulla testa della fibula (perone).
Il capo lungo quindi è un muscolo che è in grado di agire su due articolazioni, anca e ginocchio, mentre il capo breve agisce solo sul ginocchio.

## Azione
Con la sua azione è in grado di estendere la coscia (capo lungo), flettere la gamba e, a ginocchio flesso, di ruotare esternamente la gamba e la coscia.
In realtà l'azione del capo breve è limitata alla sola flessione della gamba sulla coscia, ed è pertanto un fascio escluso dal gruppo dei muscoli ischio-crurali. Infatti, il solo capo lungo parteciperà al movimento di retroversione del bacino, compiuta utilizzando come origine funzionale (punto fisso) l'inserzione distale sulla testa della fibula e come inserzione funzionale (punto mobile).

## Innervazione
Il capo lungo è innervato dal nervo tibiale(L5-S2) e il capo breve dal nervo peroniero comune (L4-S1).